# 古比雪夫区 (新西伯利亚州)

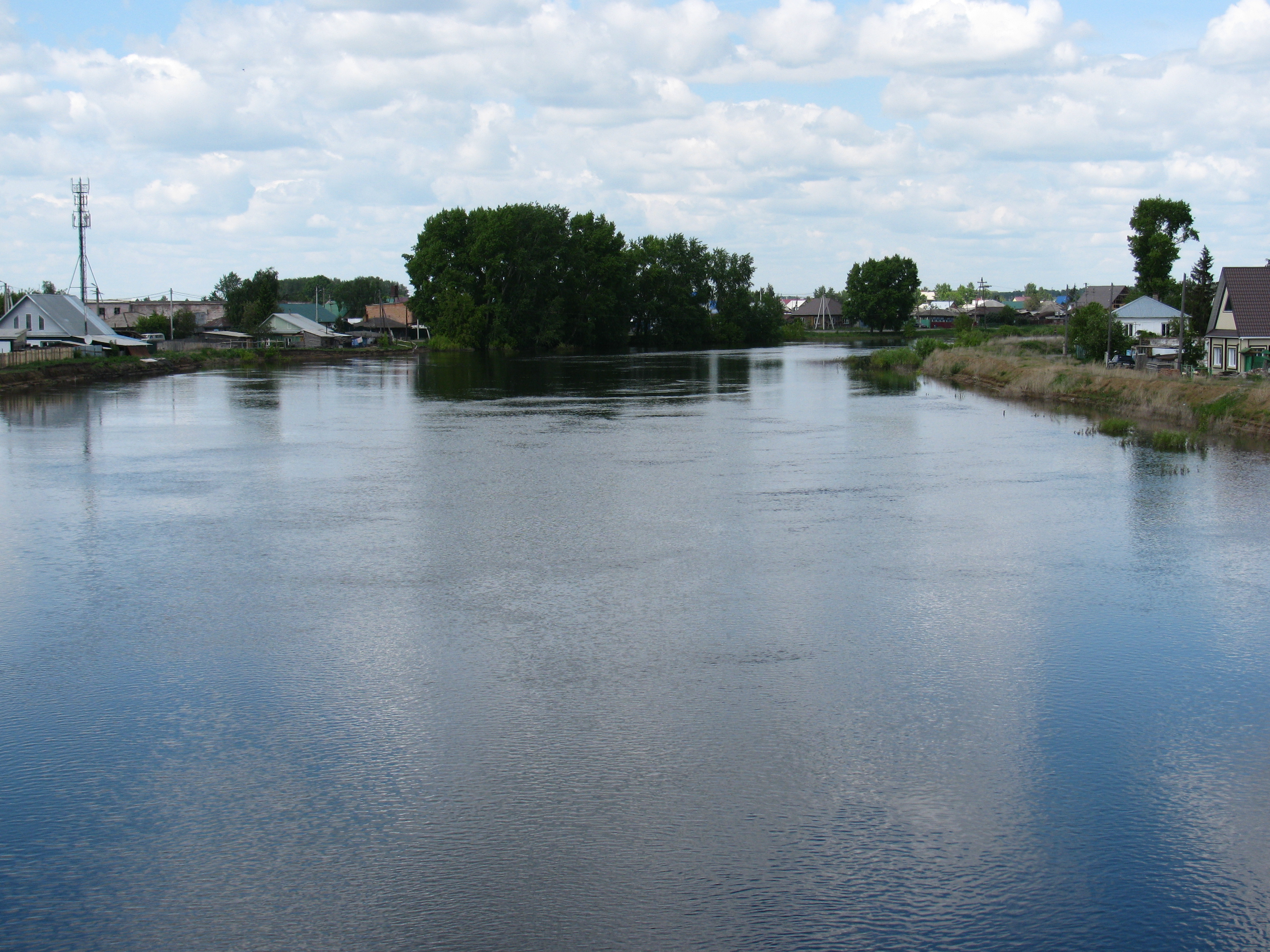

55°27′N 78°18′E / 55.450°N 78.300°E
古比雪夫區（俄语：Куйбышевский район），是俄羅斯的一個區，位於該國南部，由新西伯利亞州負責管轄，面積8,823.3平方公里，2010年人口15,466，人口密度每平方公里1.75人。